# Luis Álvarez de Toledo

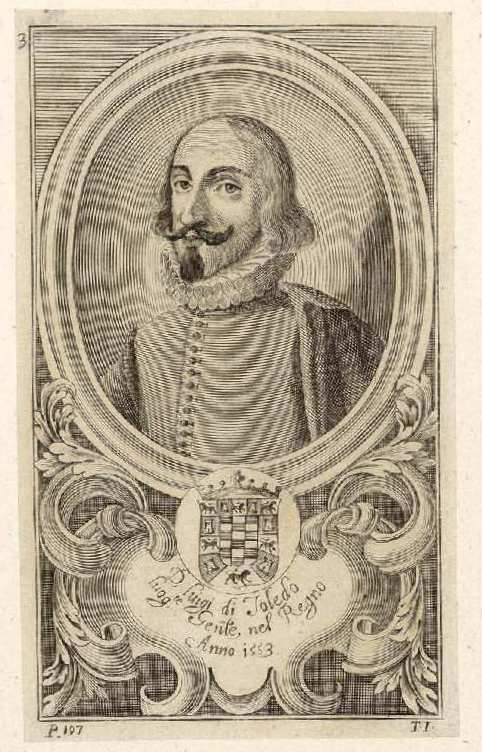
Luis de Toledo. Grabado calcográfico anónimo recogido en Teatro eroico, e politico de'governi de'Vicere del Regno de Napoli, de Domenico Antonio Parrino, Nápoles, 1692-1695. Biblioteca Nacional de España

Luis Álvarez de Toledo Osorio (¿?-Cartagena, España, 1597) fue el hijo menor de Pedro Álvarez de Toledo y Zúñiga -virrey de Nápoles- y de su primera esposa, María Osorio Pimentel -II marquesa de Villafranca del Bierzo- caballero de la Orden de Santiago y comendador militar del valle de Ricote. 
Casó con Violante Osorio de Moscoso y Toledo, con la que tuvo dos hijos: Rodrigo Álvarez de Toledo y Osorio y Francisca Álvarez de Toledo y Osorio.